# Тегау
Тегау (нім. Tegau) — громада в Німеччині, розташована в землі Тюрингія. Входить до складу району Заале-Орла. Складова частина об'єднання громад Зенплатте.
Площа — 7,15 км2. Населення становить 382 ос. (станом на 31 грудня 2021).